# Torino di Sangro
Torino di Sangro is een gemeente in de Italiaanse provincie Chieti (regio Abruzzen) en telt 3099 inwoners (31-12-2004). De oppervlakte bedraagt 32,3 km², de bevolkingsdichtheid is 96 inwoners per km².
De volgende frazioni maken deel uit van de gemeente: Torino di Sangro Marina.

## Demografie
Torino di Sangro telt ongeveer 1174 huishoudens. Het aantal inwoners daalde in de periode 1991-2001 met 1,0% volgens cijfers uit de tienjaarlijkse volkstellingen van ISTAT.
| Jaar | Inwoneraantal |
| ---- | ------------- |
| 1991 | 3109          |
| 2001 | 3079          |

## Geografie
De gemeente ligt op ongeveer 164 m boven zeeniveau.
Torino di Sangro grenst aan de volgende gemeenten: Casalbordino, Fossacesia, Paglieta, Villalfonsina.